# Alchemilla ayderensis
Alchemilla ayderensis är en rosväxtart som beskrevs av Kalheber. Alchemilla ayderensis ingår i släktet daggkåpor, och familjen rosväxter. Inga underarter finns listade i Catalogue of Life.